# Депозитный аукцион
Депозитный аукцион — это аукцион, в ходе которого Центральный Банк принимает к размещению депозиты коммерческих банков. Основной целью депозитных аукционов является стерилизация денежной массы.
Депозитные аукционы как правило проводятся по трем схемам:
- Американская схема. Заявки банков ранжируются в порядке возрастания процентной ставки, а затем удовлетворяются в том же порядке до полного исчерпания установленного для торгов лимита средств (возможно сокращение суммы последней удовлетворенной заявки)
- Голландская схема. Заявки банков ранжируются в порядке возрастания процентной ставки, а удовлетворяются по максимальной ставке, которую предлагают банки, попавшие в круг покупателей.
- Аукцион с фиксированной процентной ставкой. Все заявки подаются и удовлетворяются по фиксированной процентной ставке. Однако если сумма заявок превышает лимит для данных торгов, они удовлетворяются частично[2].

В России депозитные аукционы проводятся на площадке ММВБ.